# Gérard Lauzier
Gérard Lauzier (Marseille, 30 de novembro de 1932 - Paris, 6 de dezembro de 2008) foi um autor de banda desenhada e diretor de filmes francês.

## Obras
- 1973 : Un certain malaise, Dargaud
- 1974 : Lili Fatale, Dargaud
- 1975 : Tranches de vie, 5 tomos publicados em 1975, 76, 77, 78 e 86, Dargaud
- 1977 : Les aventures d'Al Crane (desenhado por Alexis), Dargaud
- 1977 : Chroniques de l'île grande, Dargaud
- 1978 : Le retour d'Al Crane (desenhado por Alexis), Dargaud
- 1978 : La course du rat, Dargaud
- 1979 : Les Sextraordinaires Aventures de Zizi et Peter Panpan, Glénat
- 1980 : La tête dans le sac, Dargaud
- 1980 : Les sexties, Glénat
- 1981 : Les Cadres, Dargaud
- 1983 : Souvenirs d'un jeune homme, Dargaud
- 1992 : Portrait de l'artiste, Dargaud
- 1999 : Le fils du Français

Em 1981, a editora Dargaud publicou uma colectânea de dois volumes Lauzier (Intégrale), contendo Tranches de vie I, II, III, IV no primeiro volume, e La course du rat - La tête dans les sac - Lili fatale - L'île grande no segundo volume.